# Diplocentrus mexicanus
Espèce
Synonymes
- Diplocentrus mexicanus oaxacae Francke, 1977

Diplocentrus mexicanus est une espèce de scorpions de la famille des Diplocentridae.

## Distribution
Cette espèce est endémique de l'État d'Oaxaca au Mexique.

## Description
Le mâle de Diplocentrus mexicanus mexicanus décrit par Francke en 1977 mesure 68,30 mm et la femelle 67,10 mm et le mâle de Diplocentrus mexicanus karschi 68,65 mm et la femelle 67,10 mm.

## Liste des sous-espèces
Selon The Scorpion Files (05/06/2020) :
- Diplocentrus mexicanus mexicanus Peters, 1861
- Diplocentrus mexicanus karschi Sissom & Francke, 1998

## Systématique et taxinomie
Cette espèce a été relevée de sa synonymie avec Diplocentrus whitei par Francke en 1977 dans le même temps, il définit deux sous-espèce Diplocentrus mexicanus mexicanus et Diplocentrus mexicanus oaxacae. En 1995, il s'est avéré que les spécimens décrits comme Diplocentrus mexicanus oaxacae étaient en fait des Diplocentrus mexicanus mexicanus et que les spécimens décrits comme Diplocentrus mexicanus mexicanus étaient d'une autre sous-espèce sans nom. Celle-ci est alors nommée Diplocentrus mexicanus karschi.

## Étymologie
Son nom d'espèce lui a été donné en référence au lieu de sa découverte, le Mexique.
La sous-espèce est nommée en l'honneur de Ferdinand Karsch.

## Publications originales
- Peters, 1861 : Ueber eine neue Eintheilung der Skorpione und ueber die von ihm in Mossambique gesammelten Arten von Skorpionen, aus welchem hier ein Auszug mitgetheilt wird. Monatsberichte der Königlichen Preussische Akademie des Wissenschaften zu Berlin, vol. 1861, no 1, p. 507–516 (texte intégral).
- Sissom & Francke, 1998 : Taxonomic comments on the scorpion Diplocentrus mexicanus Peters and its subspecies (Scorpiones, Diplocentridae). Mitteilungen aus dem Zoologischen Museum in Berlin, vol. 74, no 2, p. 259–260.